# Alexandre Polangie de Rancé
Pour les articles homonymes, voir Rancé.
Alexandre Polangie de Rancé est un homme politique français né le 12 février 1798 à Paris et mort le 11 octobre 1880 à Monchy-Humières (Oise).

## Biographie
Officier d'état major, il est député de l'Eure de 1834 à 1837, siégeant dans l'opposition. Il quitte l'armée en 1842. Il est député de l'Algérie de 1848 à 1851, siégeant à droite.

## Sources
- « Alexandre Polangie de Rancé », dans Adolphe Robert et Gaston Cougny, Dictionnaire des parlementaires français, Edgar Bourloton, 1889-1891 [détail de l’édition]